# (56100) Luisapolli
(56100) Luisapolli est un astéroïde de la ceinture principale.

## Description
(56100) Luisapolli est un astéroïde de la ceinture principale. Il fut découvert le 24 janvier 1999 à Gnosca par Stefano Sposetti. Il présente une orbite caractérisée par un demi-grand axe de 2,39 UA, une excentricité de 0,13 et une inclinaison de 4,0° par rapport à l'écliptique.

## Compléments